# Richelle
Richelle (francès) o Ritchele (való) és un nucli de la ciutat de Visé, a la província de Lieja de la regió valona de Bèlgica, al marge dret del Mosa.

## Història

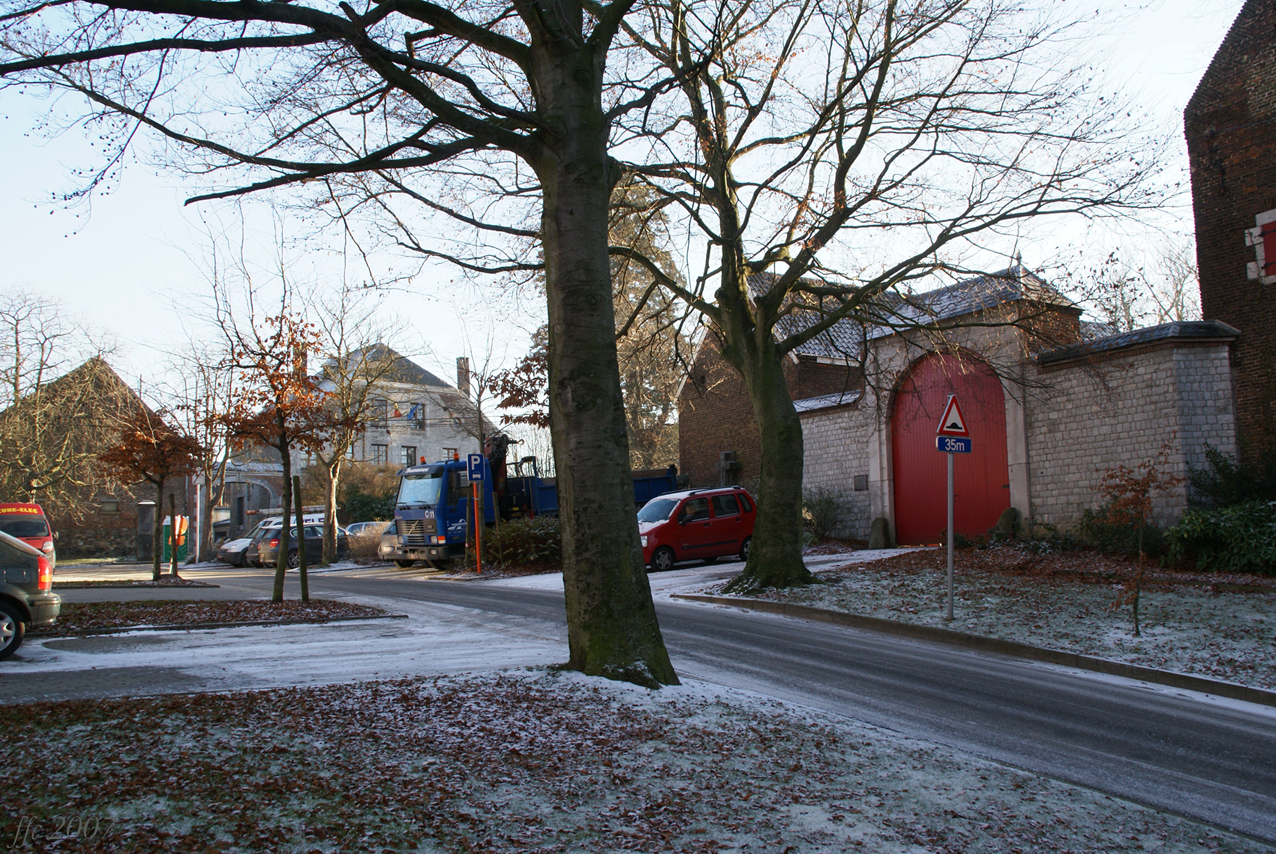
El tribunal medieval de Richelle

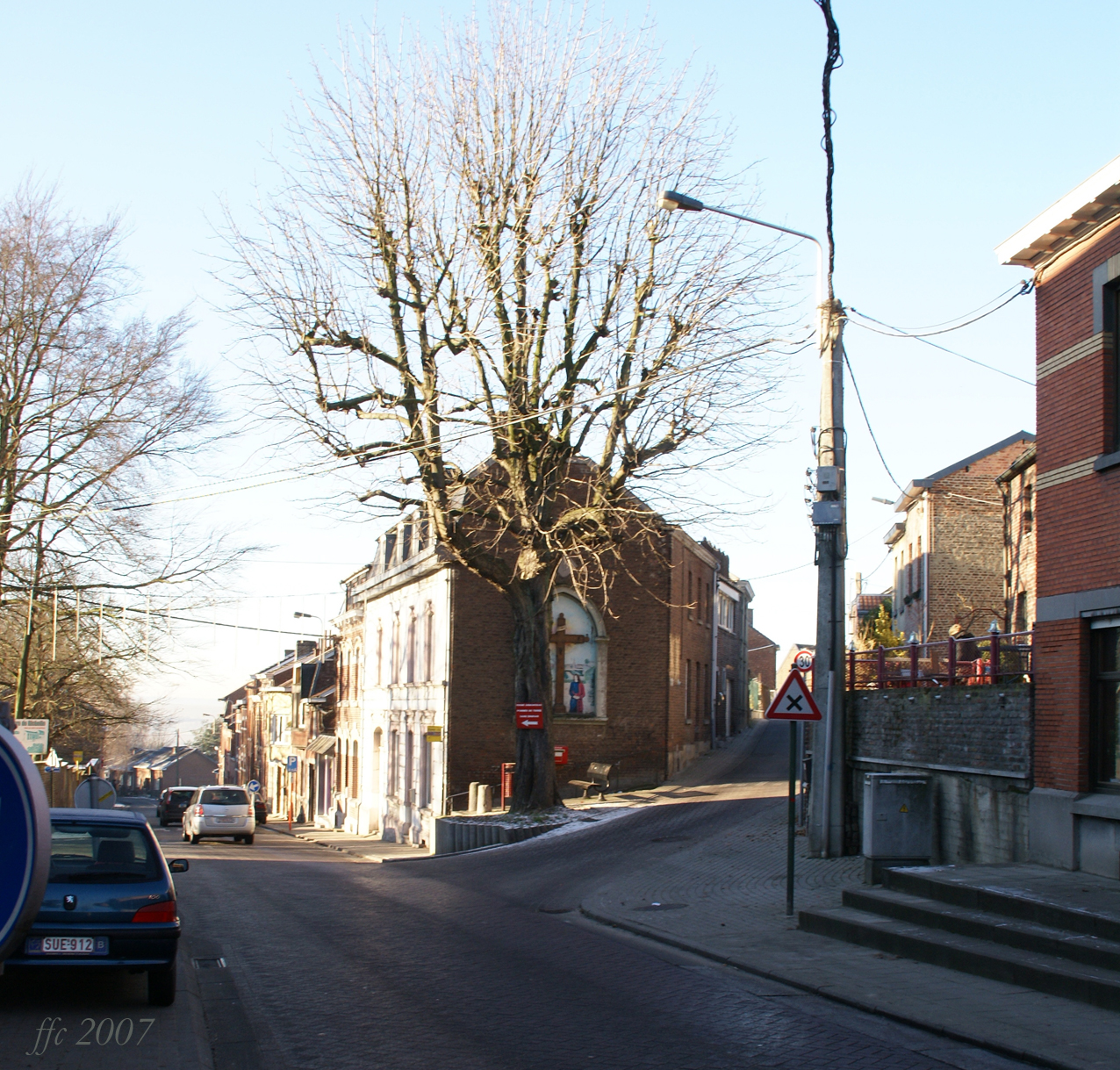
Viacrucis a la cruïlla dels carrers de Richelle i de la Carrière

A l'edat mitjana, el poble era una possessió de l'abadia de Chèvremont fins al 779 quan passà al capítol d'Aquisgrà i després al país de Dalhem. En aquesta època ja era la seu d'un tribunal. El 1244 part d'un dels Països enllà del Mosa annexionats pel ducat de Brabant. Després del Tractat de partició (Partage-Tractaat) de 1661, quan Castella i la República de les Set Províncies Unides compartiren el País de Dalhem, el territori del poble escau a la corona d'Espanya.
El segle xviii és un temps de guerres interminables. Des de 1704 comencen les batalles entre els exèrcits aliats d'Àustria, de les Províncies Unides i d'Anglaterra contra França i Espanya. El 1713, Richelle passà a la corona d'Àustria. Segueix l'annexió a França a 1795. Els francesos van reorganitzar l'administració de l'antic règim i incorporar el poble al departament de l'Ourthe. El 1815 passà al Regne Unit dels Països Baixos i el 1830 a l'estat nou de Bèlgica.
El període belga va començar amb la construcció de les infraestructures de comunicació: les carreteres Lieja-Maastricht (1840) i Argenteau-Dalhem (1855) i el ferrocarril Lieja-Maastricht (1860).
El 1977, Richelle es va fusionar amb la ciutat de Visé.

## Llocs d'interès
- El castell de Richelle
- El tribunal
- El tribunal d'Aquisgrà
- L'església Sant Fermí